# 李允荣
李允荣（韓語：이윤영，1890年8月18日—1975年10月15日），号白史，平安北道出身。朝鮮日治時期的韩国独立运动家、教育者，基督教卫理公会的牧师、政治家。在张勉辞职后代理韩国总理。

## 生平
1890年8月19日出生于平安北道宁边郡，父亲李龍弼(이용필)，1905年入读美国卫理公会传教士成立的崇德初中。1907年崇德中学毕业之后，进入平壤的崇實師範學校。1909年在平安北道泰川普通学校任教，1912年崇实师范大学毕业。1913年担任云山普通学校校长职务。1917年在卫理公学校会专攻神学之后接受了牧师资格。当年开始传教士演讲活动。3·1运动时参加独立宣言演讲会和示威运动，被警方逮捕关押1年2个月，1920年出狱继续传教和抗日。1934年出任平壤南山教会牧师。
1940年代初韩日基督教统合预备会谈的镰仓会议，韩国方面的代表由李允荣、尹致昊、申興雨等7人参加，反对合并，回国后由于朝鲜总督府的压力，其牧师资格被中止。他在日本帝国主义强占时期，拒绝改换日本姓名，以神学外交讲师和纤维工厂的监督等工作维持生计。
韩国光复后与曹晚植等人参与建国筹备委员会，曹晚植为委员长，李允荣为副委员长。与曹晚植等人创建民主党，苏联军队占领北韩后，与共产主义阵营产生了摩擦，反对信托统治，1946年2月和其他党员们南下。
1948年5月10日当选首尔市钟路区甲区的制宪国会议员，6月1日担任宪法基础委员会委员。7月22日作为李承晚的亲信，被提名为首任国务代总理，但因国会内部的自由党派系的反对而无果而终。第一共和国期间曾4次被提名为国务代总理，但4次全部遭到否决。8月首任内阁无任所长官、第2任社会部长官。1952年再次担任无任所长官，张勉内阁辞职后，以无任所长官代理总理，在职期间提名国务总理又被否决。他以无任所长官继续工作直至退役。1952年3月参加竞选副总统选举落选。1953年任新兴大学(现庆熙大学)校长职务。1956年3月20日至1957年8月1日任第4任大韩雄辩协会会长。
1956年再次竞选副总统失败，退出政坛后，专注于牧师活动和演讲活动，1961年5·16军事政变后任延长军政反对斗争委员会议长、国民党最高委员职务。

## 著作
- 白史李允荣回忆录（백사 이윤영 회고록）

| 前任： 张勉 | 代理韩国总理 1952 | 繼任： 张泽相 |